# Lucius Marcius Septimus
Lucius Marcius byl římským vojákem v Hispánii během druhé punské války (218 př. n. l. – 202 př. n. l.)
Po porážce dvou armád bratrů Scipionů punským vojskem v Hispánii, zformoval Lucius Marcius zbylé vojsko a opevnil se ve vojenském táboře. Když punský vojevůdce Hasdrubal přitáhl k římskému táboru s mnohem početnějším vojskem, byl zaskočen náhlým Marciovým útokem a punské vojsko bylo donuceno k ústupu. Marcius pak v noci provedl překvapivý útok na Hasdrubalův tábor, a protože útok byl od tak malé hrstky římských vojáků nečekaný, padly za oběť dva punské tábory. Svým statečným činem zachránil nejen zbytek Scipionových vojáků, ale také válku v Hispánii.